# ミニまぐ
ミニまぐは携帯電話向けのメールマガジンを配信していたサービス。

## 概要
まぐまぐの携帯電話版として1999年12月8日に誕生。2009年11月18日にまぐまぐに統合された。
発行されているメールマガジンはNTTドコモ、SoftBank、auの携帯電話と、パソコンで購読することができる。広告収入で運営されているので、発行と購読は無料。
ミニまぐのメールマガジンを購読すると「Weeklyミニまぐ」が自動的に購読される。

## 関連記事
- まぐまぐ